# Lazarus Bergmann
Lazarus Wolf Bergmann, auch Elieser (hebräisch אֱלִיעֶזֶר בֶרְגְמַן Elīʿeser Bergmann; geboren am 1. August 1799 in Heidenheim am Hahnenkamm; gestorben am 8. April 1852 in Berlin; genannt אִישׁ יְרוּשָׁלַיִם Īš Jerūšalajim, „Mann Jerusalems“) war ein Gelehrter, Rabbiner und Unternehmer in Jerusalem. Er war ein Förderer des alten Jischuv und gründete den Kolel Holland weDeutschland, für den er als Meschullach vor allem in Deutschland und den Niederlanden Spenden einwarb.

## Leben

### Die frühen Jahre
Geboren wurde Bergmann in Heidenheim am Hahnenkamm im damaligen Brandenburg-Ansbach (heute Mittelfranken, Bayern) als Sohn Bonella Mariam Bergmanns und des örtlichen Rabbiners Joseph Benjamin Bergmann, seinerseits Sohn Rabbi Eliëser Bergmanns. Als Kind sandten die Eltern ihn in die nahe Jeschivah des Gunzenhäuser Distriktsrabbiners Abraham Böhm (Böheim). Als Bergmann zehn Jahre alt war, starb sein Vater.
Lazarus Bergmann studierte fünf Jahre in Fürth an der Jeschivah Rabbi Wolf Hamburgers, der ihn für diese Zeit wie einen Sohn aufgenommen hatte. Er wechselte 1816 zur Jeschivah in Würzburg, die Frankens Landesrabbiner Abraham Bing im Geiste der 1826 geschlossenen Fürther Schule leitete. „Nach Würzburg strömte […] eine grosse Anzahl Schüler, um seinen gelehrten Worten zu lauschen. Zu den bedeutendsten gehörten der nachmalige Altonaer Ober-Rabbiner Jakob Ettlinger, der spätere Londoner chief rabbi Nathan [Marcus] Adler, der Hamburger Chacham Is.[aak] Bernays, R.[abbi] Elieser Bergmann und […] Seligmann Bär Bamberger.“ Bergmann und Ettlinger, Autor des Aruch laNer (ערוך לנר), bildeten eine Chavrusa (חברותא, d. i. eine Lerngemeinschaft).
Bei Bing, „mit dem er sehr befreundet war“, erreichte Rabbi Mendel Rosenbaum, dass er einen der ehemals ersten Schüler der Würzburger Jeschivah als Privatlehrer für seine Kinder gewinnen konnte. „Wenn gleichwohl die desfallsigen Kosten in keinem Verhältnis zu seinem damaligen Vermögen standen, so achtete er gar nicht darauf […] Um den damals schon ausgezeichneten Mann Lazarus Bergmann als Lehrer für seine Kinder zu erhalten, deutete er ihm an, dass er dahin trachten werde, ihn später als Tochtermann ‚einzusetzen’.“
Im Zuge der Hep-Hep-Krawallen 1819 flohen die Studenten und andere Juden aus Würzburg ins Umland, unter anderem nach Theilheim bei Werneck zu Rabbi Rosenbaum. Einige der Würzburger, geleitet von Rosenbaum, gründeten 1822 im ehemaligen Kloster Unterzell nahe Würzburg eine neue Gemeinde, der sich Bergmann anschloss. Aus der wachsenden Ansiedlung ging das später so genannte Zell am Main hervor. Im August 1823 heiratete Bergmann in Zell Ricke Rosenbaum, eine Tochter Mendel Rosenbaums. Ab 1825 leitete er in Zell eine Nagelschmiede seines Schwiegervaters, ab 1834 fortgeführt von seinem Schwager Nagelschmiedemeister Moses Rosenbaum, Mendels ältester Sohn. Zwei weitere seiner Schwäger, die er als Hauslehrer unterrichtet hatte, wurden ebenfalls Rabbiner, Elias Raphael Rosenbaum (in Zell a. M.; 1810–1886) und Jonah Rosenbaum (1822–1894), Leiter der Talmudschule in Zell.

### Bergmanns Alijah und Wirken für den alten Jischuv
Um 1828 begann Bergmann in jüdischen Gemeinden im Deutschen Bund für die Einwanderung ins Heilige Land zu werben. Er plante schließlich seine eigene Alijah. Außerdem veröffentlichte er einen Aufruf zur Niederlassung im Lande Israel (ארץ ישראל Erez Jisrael), worin er auch die Bedeutung der Alijah herausstellte. Sein Ziel war es, deutsche Auswanderer im Heiligen Land in Gemeinden zu sammeln, und er berief Gabba'im, um dafür Mittel zu sammeln.
1834 begab sich Bergmann mit Familie (seine Frau Ricke, ihre inzwischen fünf Kinder, das älteste ein Sohn von acht Jahren, das jüngste eine Tochter von sechs Monaten, sowie seine verwitwete Mutter) nach Erez Israel. Zunächst reisten sie per Kutsche ins österreichische Triest, wo sie eine 46-tägige Seereise antraten, von der sie im osmanischen Beirut ausschifften. Von Beirut gingen die Bergmanns 1835 zunächst nach Sidon, das nach ihrem Verständnis zum Heiligen Land gehörte, und blieben. Bergmann sah Potenzial in Sidon, eine jüdische Gemeinde für europäische Einwanderer zu gründen.
Doch vier Monate später zog die Familie weiter. Nachdem Bergmann in Begleitung eines Freundes ein Unterkommen in Safed, Tiberias und Jerusalem eruiert hatte, wählte er letzteres und ließ seine Familie nachkommen. Frau und Kinder reisten per Schiff nach Jaffa und dann per Esel in die Heilige Stadt. Wie versprochen schrieb Bergmann seinem Schwiegervater von jeder Etappe über den Fortgang der Reise. Rosenbaum sammelte die Briefe, die im Mai 1925 auf dem Dachboden wiederentdeckt und als Buch veröffentlicht wurden. Von der Abreise bis zur Niederlassung in Jerusalem vergingen sieben Monate. Als Gewerbetreibender in Jerusalem übernahm Bergmann Kleidung und Lebensweise der orientalischen Juden. Jahre später schrieb Bergmann in einem Brief an bayrische Verwandte wehmütig über die Drangabe seines Plans, in Sidon eine Gemeinde zu gründen. Hätte er damals bereits das Werk Kaphthor waPherach (כפתור ופרח) gekannt, worin dessen Autor Eschtori haParchi ausführt, welche Bedeutung Sidon als Teil der göttlichen Verheißung und der Geschichte habe, wäre er dort geblieben.
Von Juden aus dem Maghreb, die ins Heilige Land übersiedelten, wurde erwartet, dass sie sich der sephardischen Gemeinde anschließen, die durch Romanioten, Spaniolen vom Balkan und Türken begründet und geprägt war. Obwohl auch Spenden vom Maghreb eingingen, erreichte nur wenig davon Bedürftige aus diesen Ländern. Der von gut vernetzten alteingesessenen Sephardim dominierte sephardische Kolel begünstigte bei der Chaluqah Gelehrte und anderweitig angesehene Familien, ungebildete und neuangekommene Arme wurden dagegen nur unregelmäßig und geringfügig bedacht.
Angesichts der Missstände fanden maghrebinische arme Juden bei Bergmann Gehör. Mit Unterstützung Moses Montefiores gelang Bergmann eine Reorganisation des aschkenasischen Jischuvs in Jerusalem, was auch maghrebinischen Juden zugutekam. Er bot ihnen Unterkunft im eigenen Haus und in Bauten des Ho"D einen Raum zur Einrichtung einer eigenen Synagoge, an der auch eine Jeschivah namens Ner haMaʿarav (נר המערב Leuchte des Westens) entstand. Nach sechs Monaten musste beides nach Protesten des sephardischen Kolel wieder geschlossen werden, der um seine Kompetenzen und Ressourcen fürchtete. In den späten 1840er Jahren entwickelte Bergmann für den Transfer maghrebinischer Spenden ein neues Netzwerk mit den Kaufleuten Abraham Larido in Gibraltar und Me'ir Rosenthal in Beirut als Intermediäre, wodurch eingehende maghrebinische Gelder vorbei am zentralen sephardischen Sammelausschuss (ועד פקידי קושטא Waʿad Pqīdej Qūštā) in Istanbul direkt nach Jerusalem gelangten.

#### Gründung des Kolel Holland weDeutschland
Das Erdbeben am 1. Januar 1837 traf Safed schwer und viele Überlebende siedelten nach Jerusalem über. Dieser Bevölkerungszugang in die Heilige Stadt ging mit Wohnungsmangel und sich ausbreitenden Krankheiten einher. Zur Abhilfe gründeten Bergmann, Jehoseph Schwarz und Moses Sachs (1800–1870) den Kolel Holland weDeutschland (כולל הולנד ודויטשלנד; Akronym: Ho"D, gelegentlich auch als Hau"D transkribiert). Kōlelīm (Sg. Kōlel) sind Wohlfahrtseinrichtungen, die durch Sendboten, so genannte Meschullachīm (hebräisch מְשֻׁלָּח[ים]), in der Diaspora Spenden einwerben.

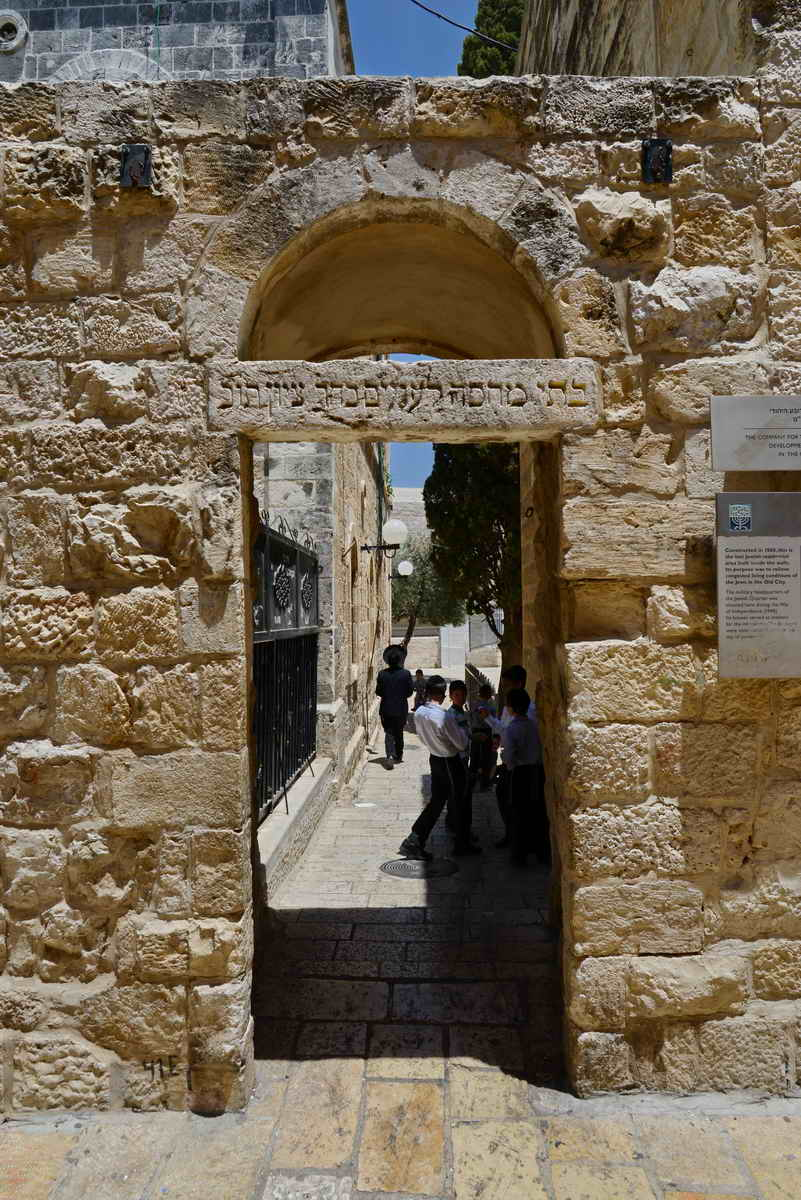
Tor zur Wohnanlage des Ho"D

Dann übernehmen Kolelim die Aufteilung (חֲלוּקָה Chalūqah) der Spenden für den Betrieb verschiedener Versorgungsanstalten, wie Kranken- und Armenhäuser (בָּתִּי מַחֲסֶה Batthej Machasseh) und für direkte Zuwendungen an Bedürftige, vor allem lebenslang studierende Talmidej Chachamim (תלמידי חכמים, das sind Talmudgelehrte). Neu am Ho"D war, dass Aschkenasim das unter Sephardim lange etablierte System auch für sich entwickelten. Neu war auch, Sammlungen auf ein Herkunftsgebiet, hier die Niederlande und Deutschland, sowie die Aufteilung auf Empfänger mit Wurzeln in bzw. Herkunft aus dem gleichen Gebiet zu beschränken. Der Ho"D sei der einzige Kolel, bei dem die aus Europa eintreffenden Spendengelder so effektiv verteilt würden, dass alle ihr Auskommen hätten und es keine Armen gebe. Der Ho"D ließ im Jüdischen Viertel in Jerusalem eine Anlage von Armenwohnhäusern (Batthej Machasseh; auch Battei Maẖase) errichten, die 1857 fertiggestellt, aber noch bis 1890 weiter ausgebaut wurde.
Neben seiner Tätigkeit als Textilkauf- und Geschäftsmann war Bergmann ein Schriftgelehrter sowie Posseq (Posseḳ) und verfasste Hunderte von Schriften, v. a. Pisqim, Novellen zur Thorah, die noch ungedruckt in Händen seiner Nachkommen bewahrt werden. Er korrespondierte in Sachen der Halachah mit vielen Großen seiner Zeit, wie Avraham Schmuel Binjamin Sofer, Rabbi Jisroel ben Schmuel Aschkenasi von Schklou (ca. 1770–1839; Gründer des Kolel-Pruschim der Misnagdim), für den Bergmann höchste Wertschätzung in seinem halachischen Werk בהר יראה ausdrückt (obwohl er nie zögerte, Aschkenasi in halachischen Einzelfragen zu widersprechen), oder mit Jehoseph Schwarz, seinem Kollegen in der Leitung des Kolel Ho"D. Bergmann war Mitglied des Großen Rates, den Rabbi Moshe Magid, Führer der Aschkenasim in Jerusalem, gegründet hatte.

### Europareisen als Meschullach
Als treibende Kraft wirkte Bergmann mehrfach als Meschullach für den Ho"D. Nach Rosch ha-Schana 1837 reiste Bergmann unter anderem nach Frankfurt am Main, um Amschel Mayer von Rothschild als Spender zu gewinnen. Dessen Neffe, Freiherr Willy von Rothschild, beschrieb in seinen Erinnerungen, wie er Bergmanns Besuch erlebte. Als sich die Kunde verbreitete, dass Bergmann von Mainz kommend sich der Freien Stadt nähere, zogen die Frankfurter Parnassim und Honoratioren mit Pferd und Wagen aus, um ihn etwa eine halbe Stunde vor der Stadt zu empfangen und hinein zu geleiten. Dann wurde Bergmann in allen Ehren im wohlhabendsten jüdischen Haus der Stadt aufgenommen.
Im Sommer 1844 reiste Bergmann zum Spendensammeln nach Europa und zum Ende des Jahres auch nach London zu seinem Freund und ehemaligen Jeschivahkommilitonen Nathan Marcus Adler, der im selben Jahr dorthin gezogen war, nachdem er am 1. Dezember 1844 zum Oberrabbiner des Britischen Imperiums gewählt worden war. In London erreichte Bergmann die traurige Nachricht, dass seine Frau am 11. Dezember 1844 in Jerusalem im Kindbett verstorben war. Er begab sich auf den Weg zurück ins Land Israel.
Nach zehnjährigem Jerusalemaufenthalt reiste Bergmann 1845 erneut nach Deutschland, um Spenden einzuwerben und von den Verhältnissen im Heiligen Lande zu berichten. Bevor er schließlich im Dezember 1845 in die Levante zurückreiste, machte Bergmann noch Station bei Verwandten in Bayern. Von dort begleitete ihn die Witwe Elischeva Sarah Chaiah Daiches, geb. Aulmann, mit Kind, die sich seiner und zweier seiner noch in Jerusalem zu Hause lebenden verwaisten Kinder annehmen würde und seine zweite Frau wurde.
Zu September 1849 reiste Bergmann erneut nach Europa, begleitet von seinem 17-jährigen Sohn Benjamin. Ho"D und Kolel der Sephardim hatten Bergmann als Meschullach für beide entsandt, um mit den Mitgliedern des Ausschusses des Irgūn haPĕqīdīm wehaAmarkalīm šel ʿArej haQōdeš zu Amsterdam (hebräisch ארגון הפקידים והאמרכלים של ערי הקודש Organisation der Verwalter und Aufseher der heiligen Städte; Akronym: Pĕqu"A und PĕquA"M) über eine Erhöhung ihrer Spenden und die Übertragung eines bestehenden und von ihnen verwalteten Fonds namens Erez-Jisrael-Kasse (קופת ארץ ישראל) auf den Kolel Ho"D zu Gunsten seiner Almosenbezieher zu verhandeln. „Obwohl die Vorsteher («Pĕkidim und Amarkalim») in Amsterdam ihnen nur einen Teil der aus Holland und Deutschland (Kolel «Ho"D») einfließenden Gelder, das Übrige den anderen aschkĕnasischen Kolĕlim zuwiesen,“ betrachtete Bergmann das Ergebnis als Erfolg und begab sich auf den Heimweg. Zudem hatte er die erforderlichen Zusagen, für einen neuen Fonds namens Zdaqath Rabbī Meʾīr Baʿal haNes (צדקת רבי מאיר בעל הנס) sammeln zu dürfen, und in vielen jüdischen Haushalten Bayerns und Preußens wurde dafür gesammelt. Benjamin Bergmann erlag am 4. November 1849 auf dem Rückwege in Kairo dem Fleckfieber. Er hinterließ Frau und Tochter.
Eine weitere Reise unternahm Bergmann 1850. Sein erster Schwiegervater Rosenbaum verwendete sich erfolgreich bei der bayrischen Staatsregierung für die Zulassung von Geldsammlungen zu Gunsten von Bergmanns Kolel. 1851 reiste er von Süddeutschland weiter nach Hamburg und Altona und schließlich nach Berlin, wo er nach einer Monate vorher erfolgten Ansteckung an Fleckfieber verstarb. Er wurde auf dem Berliner Friedhof Schönhauser Allee beigesetzt.

## Familie
Bergmann war zweimal verheiratet. Seine erste Frau Ricke (Rivke Cilla; 19. Juni 1806 in Theilheim, 11. Dezember 1844 in Jerusalem) und Lazarus Bergmann hatten acht Kinder. Die älteren fünf wurden in Zell geboren und machten 1834 mit ihren Eltern Alija.
- Joseph (geb. 1826; gestorben in Triest)
- Isaak (Jizchaq; 1828–1838)
- Leah (1830–1836)
- Benjamin (1832–1849), heiratete Miriam Chaim, verw. Franco
- Sarah (geb. 1834)

In den nächsten zehn Jahren hatten Ricke und Elieser in Jerusalem drei weitere Kinder:
- Jehudah (12. September 1838–12. Juni 1886) heiratete Rachel Jocheved (gest. 1921), Tochter von Rabbi Nachum Loewy von Szadek
- Bonella Miriam
- ein namenloser Knabe (geb. 1844), der nach Ricke Bergmann, die Tage nach der Geburt im Kindbett verstarb, am 29. Dezember 1844 verschied.

Mit Elisabeth Sarah (Elisheva Sarah Chaiah, geb. Aulmann, verw. Daiches; 1822–1886), seiner zweiten Frau hatte Bergmann zwei Söhne:
- Schmuel Eljaqim Bergmann (geb. 1848)
- Judah Bergmann

Bergmanns Nachfahren sind noch heute präsent im Heiligen Lande. Auch in männlicher Linie tragen einige Nachkommen andere Namen als Bergmann, sie stammen aber alle von Bergmanns 1838 geborenen Sohn Jehudah und dessen Gattin Rachel Jocheved ab. Ein Ururenkel hebraisierte den Namen zu Min-HaHar (מן-ההר von dem Berg), ein anderer aramaisierte ihn zu Barṭūra (ברטורא Sohn des Bergs).

## Vermächtnis
Bergmanns Mazevah auf dem Berliner Friedhof Schönhauser Allee trägt die Inschrift: פה נטמן איש ירושלים ‚Hier ist der Isch Jeruschalajim [Mann Jerusalems] geborgen‘. Im Jahre 1972 wurden seine sterblichen Überreste auf den jüdischen Friedhof auf dem Ölberg zu Jerusalem umgebettet. Seine dortige Mazevah ziert der gleiche Inschriftentext wie auf derjenigen in Berlin.
In Samuel Agnons erster Erzählung Agunot (עגונות verlassene Frauen), die 1908 in Jaffa erschien, gab Bergmann das Vorbild für einen der Charaktere. In der ersten Fassung spielen im Zusammenhang mit der Thematik des Kolel Holland weDeutschland (Ho"D) die Rabbiner Nissim und Achiʿeser eine Rolle. Nach Ansicht des Agnon-Experten Hillel Weiss, Professor emeritus der Bar-Ilan-Universität, inspirierte Eliʿeser Bergmann die Figur des Rabbi Achiʿeser, während der Meschullach Rabbi Eliahu Nissim (אליהו נסים) sich in Rabbi Nissim widerspiegelt.
Im Jerusalemer Viertel Baith we-Gan (בית וגן Haus und Garten) wurde eine Straße nach Bergmann benannt (רחוב אליעזר ברגמן Rechōv Elīʿeser Bergmann, arabisch شارع اليعيزر برچمن, DMG Šāriʿ Alīʿīzir Birgman).

## Werke
Die Herausgabe der Werke besorgten die Rabbiner Avraham Elieser Bartura (אברהם אליעזר ברטורא; 1908–1985), Me'ir Zvi Bergmann (מאיר צבי ברגמן; geb. 1930) und Schlomoh Salman Min-HaHar (geb. Bergmann, שלמה זלמן מן-ההר; 1911–2000), alle drei Urenkel Jehudah Bergmanns:
- Elieser Bergmann: ישאו הרים שלום: מיכתבי מסע ועלייה 1834–1836 גורל משפחה יהודית שעלתה מגרמניה לישראל בתחילת המאה התשע עשרה. Hrsg. von Avraham Bartura. Dphus Achwah (ר' מס), Jerusalem 1976 (Bergmanns Briefe der Reise und Einwanderung an Mendel Rosenbaum) (PDF; 3,7 MB).
- Elieser Bergmann: שערי אביב (Studien in Sachen halachischer Entscheide). Hrsg. von Me'ir Zvi Bergmann. [o. V.], Bnej Braq 5729 (1968/1969).
- Elieser Bergmann: בהר יירא: חידושי תורה לש"ס, הלכות התלויות בארץ, שאלות ותשובות. Hrsg. von Avraham Bartura. Übertragen aus der Handschrift von Schlomoh Salman Min-HaHar. [Unbekannter Verlag], Jerusalem 5735 (1974/1975) (Responsen zu landwirtschaftlichen Fragen im jüdischen Gesetz, Kommentare zum Babylonischen Talmud) (PDF; 11,7 MB).